# سوپرجام فوتبال ایتالیا ۲۰۲۳
سوپر جام فوتبال ایتالیا ۲۰۲۳ سی و ششمین دورهٔ مسابقهٔ سوپر جام فوتبال ایتالیا است. این اولین بار است که این جام به صورت یک تورنومنت چهار جانبه میان قهرمانان و نایب قهرمانان سری آ و کوپا ایتالیا برگزار شد. در پایان باشگاه فوتبال اینترمیلان برای هشتمین بار فاتح این جام شد.

## شرایط حضور
چهار تیم زیر واجد شرایط برای حضور در سوپرجام فوتبال ایتالیا ۲۰۲۳ هستند.
| تیم        | صلاحیت                           | تعداد حضور | آخرین حضور       | تعداد قهرمانی |
| ---------- | -------------------------------- | ---------- | ---------------- | ------------- |
| ناپولی     | قهرمان سری آ ۲۳–۲۰۲۲             | ۵          | نایب قهرمان ۲۰۲۰ | ۲             |
| اینترمیلان | قهرمان کوپا ایتالیا ۲۳–۲۰۲۲      | ۱۲         | قهرمان ۲۰۲۲      | ۷             |
| لاتزیو     | نایب قهرمان سری آ ۲۳–۲۰۲۲        | ۸          | قهرمان ۲۰۱۹      | ۵             |
| فیورنتینا  | نایب قهرمان کوپا ایتالیا ۲۳–۲۰۲۲ | ۳          | نایب قهرمان ۲۰۰۱ | ۱             |

## نمودار
|  | نیمه نهایی          | نیمه نهایی |                     |   | فینال | فینال |
|  |                     |            |                     |   |       |       |
|  | ریاض ۱۸ ژانویه ۲۰۲۳ |            |                     |   |       |       |
|  |                     |            |                     |   |       |       |
|  | ناپولی              | ۳          |                     |   |       |       |
|  | ناپولی              | ۳          | ریاض ۲۲ ژانویه ۲۰۲۳ |   |       |       |
|  | فیورنتینا           | ۰          |                     |   |       |       |
|  | فیورنتینا           | ۰          | ناپولی              | ۰ |       |       |
|  | ریاض ۱۹ ژانویه ۲۰۲۳ |            | ناپولی              | ۰ |       |       |
|  |                     | اینترمیلان | ۱                   |   |       |       |
|  | اینترمیلان          | اینترمیلان | ۱                   | ۳ |       |       |
|  | اینترمیلان          |            |                     | ۳ |       |       |
|  | لاتزیو              | ۰          |                     |   |       |       |
|  | لاتزیو              | ۰          |                     |   |       |       |